# کولو ویل (نیو ساوت ولز)
کولو ویل (به انگلیسی: Colo Vale) یک شهرک در استرالیا است که در نیو ساوت ولز واقع شده‌است.